# Jérôme Moriceau
Pour les articles homonymes, voir Moriceau.
Jérôme Moriceau est un joueur et entraîneur de rink hockey né le 14 janvier 1979 à Nantes. Il est à compter de la saison 2014-2015 l'entraîneur de l'équipe de l'ASTA Nantes.

## Parcours sportif
En 2008, il participe au championnat d'Europe et termine avec la France à la quatrième place.

### Palmarès
En 2011, il obtient une Coupe de France avec le club de la Roche sur Yon.